# Aartsbisdom Londrina

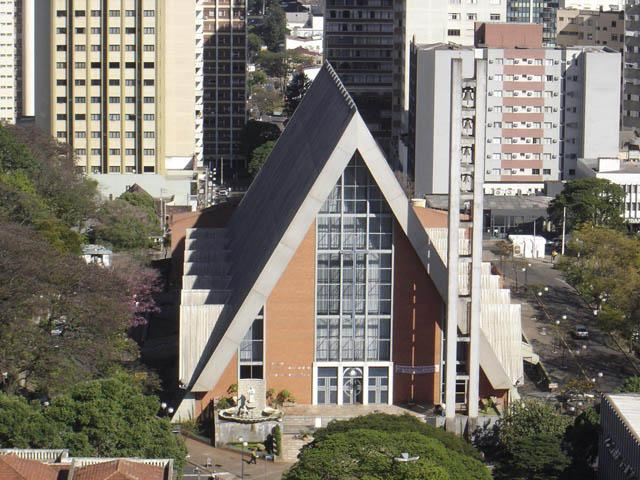
Catedral Metropolitana de Londrina

Het aartsbisdom Londrina (Latijn: Archidioecesis Londrinensis, Portugees: Arquidiocese de Londrina) is een rooms-katholiek aartsbisdom in Brazilië met zetel in Londrina. De aartsbisschop van Londrina is metropoliet van de kerkprovincie Londrina, waartoe ook de volgende suffragane bisdommen behoren:
- Apucarana
- Cornélio Procópio
- Jacarezinho

## Geschiedenis
Het bisdom Londrina werd in 1956 opgericht als afsplitsing van het bisdom Jacarezinho. Het bisdom verloor in 1964 gebied aan het nieuw opgerichte bisdom Apucarana en werd in 1976 verheven tot aartsbisdom.

## Parochies
Het aartsbisdom telt 914.325 inwoners, waarvan 70,1% rooms-katholiek is (cijfers 2019), verspreid over 83 parochies.

## Aartsbisschoppen
- Geraldo Fernandes Bijos (16 november 1956 - 28 maart 1982)
- Geraldo Majella Agnelo (4 oktober 1982 - 16 september 1991)
- Albano Bortoletto Cavallin (11 maart 1992 - 10 mei 2006)
- Orlando Brandes (10 mei 2006 - 16 november 2016)
- Geremias Steinmetz (14 juni 2017 - heden)